# 陈天然 (1926年)
陈天然（1926年—），男，河南巩县人，中国书法家、版画家，曾任中国书法家协会常务理事，中国美术家协会常务理事，第六、七届全国人大代表。